# De re coquinaria

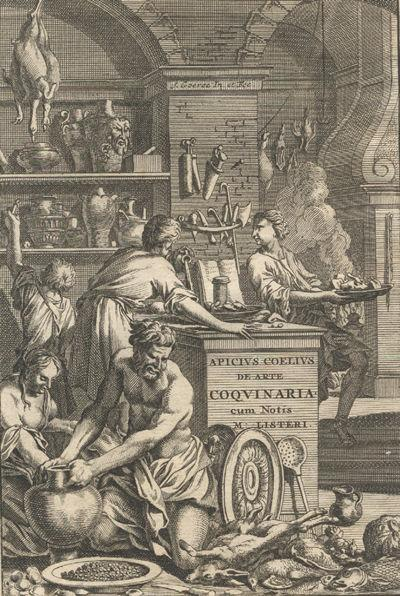
Frontispiz der Ausgabe Apicii Coelii De opsoniis et condimentis von Martin Lister (1709)

De re coquinaria (lateinisch für „Über die Kochkunst“) ist das älteste erhaltene Kochbuch und stammt aus der römischen Antike. Der Text in der vorliegenden Fassung stammt aus dem 3. oder 4. Jahrhundert.

## Verfasser
Als Name des Verfassers ist Caelius Apicius überliefert, was auf mehrere römische Feinschmecker dieses Namens verweist. Keiner von diesen gilt heute als Autor, vielmehr geht man davon aus, dass es sich um eine über einen langen Zeitraum hin immer wieder erweiterte und ergänzte Sammlung von Rezepten handelt. Dass einer der betreffenden Feinschmecker bestimmte Rezepte beigetragen hat und es so zu der Zuschreibung kam, ist möglich. Es ist auch möglich, dass der Ursprung des Kochbuchs eine zu Ehren eines der Feinschmecker zusammengestellte Rezeptsammlung ist.
Edward Brandt ging davon aus, dass Marcus Gavius Apicius zwei Kochbücher verfasst haben könnte: Das eine Kochbuch war allgemein gehalten, das zweite enthielt Saucenrezepte. Beide Bücher wurden von einem Kopisten zusammengeschrieben und mit weiteren Rezepten aus anderen Quellen vermischt. Dies würde den hohen Anteil von Saucenrezepten von rund 100 unter den rund 400 Rezepten erklären. Für die Endredaktion wird das 3. oder 4. Jahrhundert angenommen.

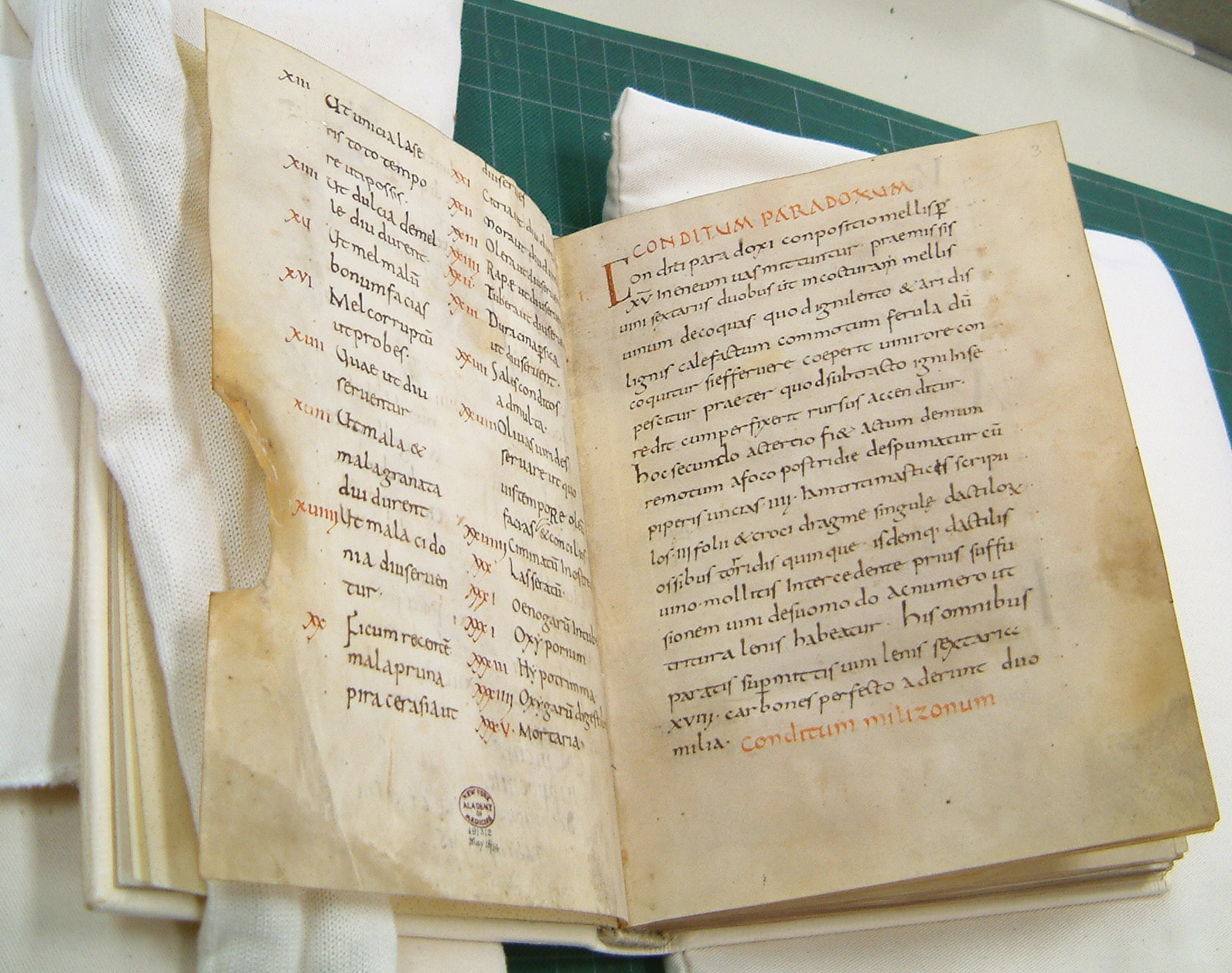
De re coquinaria in einer Handschrift des Klosters Fulda aus dem 9. Jahrhundert

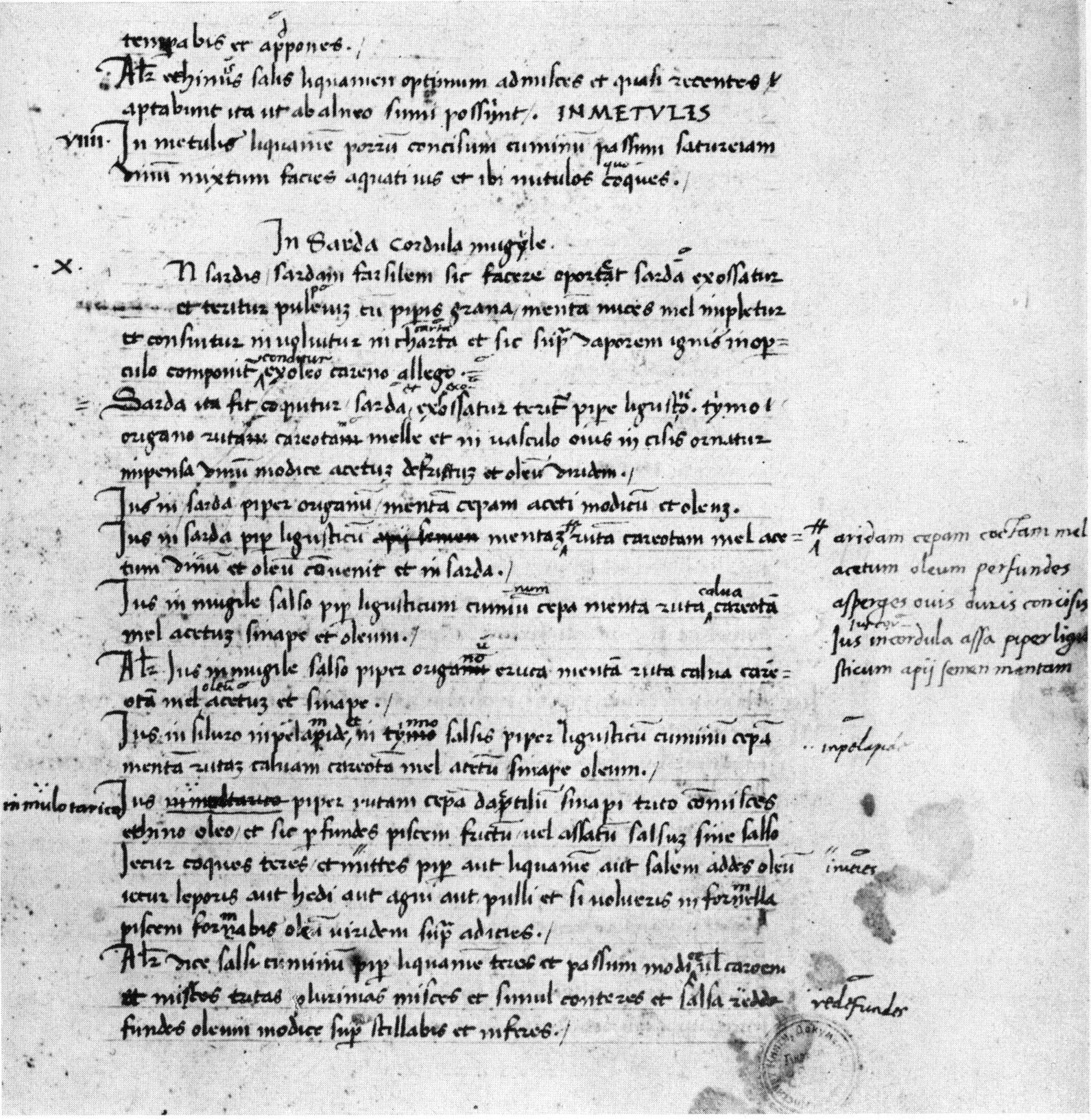
De re coquinaria in einer Handschrift des 15. Jahrhunderts mit Notizen des Humanisten Angelo Poliziano. St. Petersburg, Bibliothek der Russischen Akademie der Wissenschaften, Codex 627/1 (V 644), fol. 7r

## Textüberlieferung
Erhalten ist das Kochbuch nur in zwei karolingischen Handschriften des 9. Jahrhunderts. Eine Handschrift aus einem Kloster in Fulda wurde 1929 von der New York Academy of Medicine gekauft und befindet sich in der Bibliothek der Akademie. (Enoch von Ascoli). Die zweite Handschrift befindet sich in der Bibliothek des Vatikans. Eine weitere, unvollständige Handschrift wurde angeblich von Alban Thorer auf der Insel Maguelone bei Montpellier entdeckt, ihr Verbleib ist unbekannt.

## Inhalt
Die Rezepte entsprechen nicht der Form, die wir heute als typisch empfinden. Es sind kurze, kaum erläuterte Kochanregungen, die voraussetzten, dass der Leser mit allen Grundtechniken und Kochideen seiner Zeit vertraut war – entsprechend professionellen heutigen Nachschlagewerken wie Herings Lexikon der Küche. Sehr oft besteht das Rezept nur aus einer Liste der Zutaten, in einigen Fällen fehlt selbst das Verb, etwa „koche“ oder „brate“. Nur wenige Rezepte sind mit Maßangaben ausgeführt, oft steht nicht einmal eine Angabe wie „viel“ oder „wenig“ dabei. Beispielhaft sei hier das Rezept für eine Sauce zu Schweineleber zitiert:
In ficato oenogarum: piper, thymum, ligusticum, liquamen, vinum modice, oleum.
(Weingarum für Leber: Pfeffer, Thymian, Liebstöckel, Garum, Wein in Maßen und Öl.)
Die meisten Rezepte sind eher einfach. Das Kochbuch des Apicius bietet kaum Rezepte für „Orgien“ oder dekadent anmutende Protzereien, es enthält auch kaum Anleitungen für aufwendige Tischdekorationen. Die Rezeptsammlung umfasst nur sehr wenige ausgefallene Gerichte wie Sauzitzen und mit Schweinswurst gefüllte Siebenschläfer. Apicius verwendete häufig Garum, eine aus Fischen und Fischeingeweiden hergestellte Gewürzsauce, einer vietnamesischen Fischsauce ähnlich.

## Textausgaben
Lateinisch und lateinisch-deutsch
- Johann Michael Bernhold: Caelii Apicii de opsoniis et condimentis, sive arte coquinaria libri X cum lectionibus variis atque indice. Knenlein, Marktbreit 1787 (Digitalisat)
- Mary Ella Milham (Hrsg.): Apicii Decem libri qui dicuntur de re coquinaria et excerpta a vinidario conscripta. Teubner, Leipzig 1969
- Robert Maier (Hrsg.): Apicius: De re coquinaria / Über die Kochkunst. Lateinisch-deutsch. Reclam, Stuttgart 1991, 2018, ISBN 978-3-15-019551-2

Deutsch
- Altrömische Kochkunst in zehn Büchern. Bearbeitet und ins Deutsche übersetzt von Eduard Danneil. Kurt Däweritz, Leipzig 1911 archive.org
- Das Apicius-Kochbuch aus der römischen Kaiserzeit.  Ins Deutsche übersetzt und bearbeitet von Richard Gollmer, Rostock 1928. Nachdruck bei Komet, Frechen 2000, ISBN 3-923090-41-2 (Band 12 der Reihe Klassische Kochkunst).

Englisch
- Joseph Dommers Vehling: Apicius. Cookery and Dining in Ancient Rome. Hill, Chicago 1936 (Online). Neuausgabe: Dover, New York 1977, ISBN 0-486-23563-7
- Christopher Grocock, Sally Grainger (Hrsg.): Apicius: A critical edition with an introduction and English translation. Prospect Books, Blackawton 2006, ISBN 1-903018-13-7

Rezeptauswahlen und Rezeptbearbeitungen
- Elisabeth Alföldi-Rosenbaum: Das Kochbuch der Römer. Rezepte aus der „Kochkunst“ des Apicius. Artemis, Zürich und München 1970, ISBN 3-538-07094-6
- Elisabeth Nerl: Den alten Römern in den Kochtopf geschaut. Rezepte des Apicius bearbeitet und ausprobiert von Elisabeth Nerl. Spann, Herrsching 1995, ISBN 3-929280-08-6
- Hans-Peter von Peschke, Werner Feldmann: Kochen wie die alten Römer – 200 Rezepte nach Apicius. Albatros, Düsseldorf 2003, ISBN 3-491-96075-4